# Wolna energia
Wolna energia (ang. free energy, zwana też nieprecyzyjnie darmową energią) – ogólne określenie teorii oraz metod rzekomego pozyskiwania energii, które według ich autorów posługują się:
- metodami kwestionującymi poprawność zastosowania niektórych, obecnie uznanych zasad fizyki do nowo poznanych konfiguracji zestawiających w niestandardowy sposób znane zjawiska fizyczne lub
- metodami wykorzystującymi zjawiska jeszcze niedokładnie wyjaśnione.

Ze względu na brak oficjalnych potwierdzeń działania urządzeń wolnej energii, samo pojęcie jest często zaliczane do pseudonauki.
Określa się ją często jako nową wersję perpetuum mobile, aczkolwiek większość badaczy traktuje tę dziedzinę jako poszukiwanie nowych, nieodkrytych i potencjalnie bardzo tanich w eksploatacji źródeł energii, jak np. energia próżni. Z założenia takie metody wytwarzania energii mają być szeroko dostępne, bez ograniczeń licencyjnych czy monopoli (stąd określenie „wolna”). Określenie to szybko zostało wykorzystane i zanagramowane przez handlowców sprzedających lub umożliwiających dostęp do alternatywnych źródeł energii do postaci chwytliwego hasła „darmowa energia”.
Kierując się tą ideą, stworzono szereg urządzeń rzekomo produkujących wolną energię o skuteczności niepotwierdzonej przez fizykę. Wolna energia jest także symbolem ruchu wynalazczego działającego na pograniczu nauki i fantazji, zaliczanego przez główny nurt nauki do pseudonauki. Z ruchem wolnej energii związane są teorie spiskowe. Zwolennicy twierdzą, że te urządzenia nie są dostępne komercyjnie, ponieważ badania nad nimi są zwalczane i tłumione przez koncerny paliwowe oraz lobby energii nuklearnej, a rządy nie chcą popierać tego typu źródeł energii, bo załamałoby to rynki finansowe.